# The Devil's Assistant
The Devil's Assistant è un film muto del 1917 prodotto e diretto da Harry A. Pollard. Sceneggiato da J. Edward Hungerford, il film - di genere drammatico - aveva come interpreti Margarita Fischer, Monroe Salisbury, Kathleen Kirkham, Jack Mower, Joe Harris.

## Trama
Respinto da Marta, la donna di cui era innamorato, che gli ha preferito John Lane, il dottor Lorenz medita la rivalsa. Quando, dopo un anno di matrimonio, i Lane perdono il loro bambino, Lorenz prescrive a Marta una serie di medicine che le provocano presto dipendenza. Ormai incapace di fare a meno della droga, Marta diventa sempre più dipendente del dottor Lorenz, aiutato nel ridurla in quello stato da Marion, un'amica dei Lane che, innamorata di John, cerca di dividere i due coniugi a suo vantaggio. Sentendosi trascurata dal marito, Marta lo lascia. Insieme a Lorenz, si reca in montagna dove i due, per sfuggire al maltempo, trovano rifugio in una baita. La tempesta, però, non dà tregua e la capanna viene colpita dai fulmini che la distruggono. Lorenz vi trova la morte mentre Marta viene salvata dal marito con il quale si riconcilia.

## Produzione
Il film fu prodotto dalla Pollard Picture Plays.

## Distribuzione
Distribuito dalla Mutual (come Mutual Star), il film uscì nelle sale statunitensi il 2 aprile 1917.

### Conservazione
Non si conoscono copie ancora esistenti della pellicola che viene considerata presumibilmente perduta.